# Гус (Узбекистан)
Гус (узб. Gʻoʻs) — посёлок городского типа, расположенный в горном районе Ургутского района Самаркандской области. В 2009 году ему присвоен статус города.
По состоянию на 2021 год здесь проживает более 35 000 человек.